# La garrigue brûle
La garrigue brûle est un roman posthume de Pierre Molaine publié en 2009 à Lyon, aux Éditions des Traboules.

## Résumé

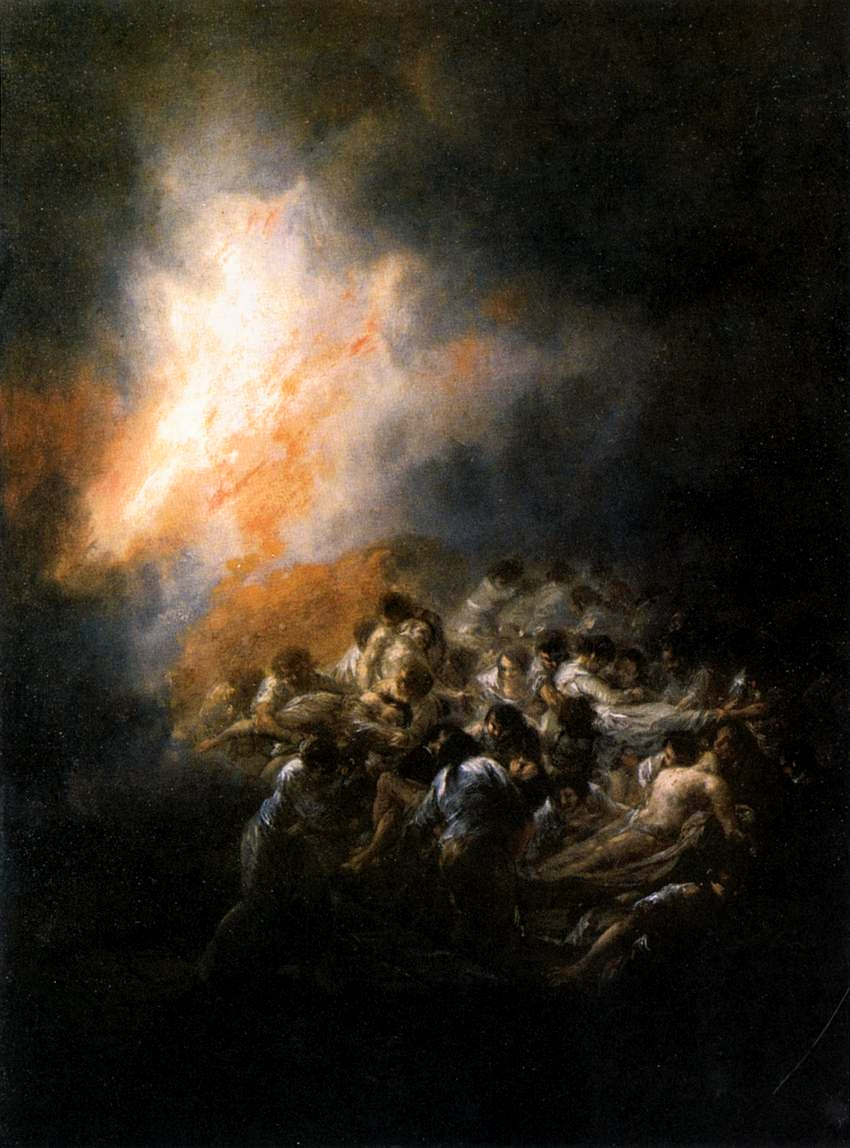
Incendie, feu de nuit (Goya, 1793).

Le héros, brillante figure du monde médical et universitaire, entreprend l'écriture d'un journal de vacances. Retiré au soleil du midi de la France, il porte sur le monde et les hommes un regard particulièrement désabusé, voire cynique, à proportion des déceptions que ceux-ci ont pu lui réserver. Atteint d'une maladie invalidante, rompant toujours plus en visière avec le genre humain, il exorcise dans un hédonisme désespéré le poids d'une vie devenue insupportable. Frappé par une ultime désillusion, il fera de son journal le journal de sa fin.